# Oriental Research Institute of Baroda

L'Oriental Research Institute of Baroda est un institut de recherche, situé dans l'université de Baroda en Inde.
Il est connu pour sa collection de manuscrits et son édition du Ramayana en sept volumes.

## Histoire
L'institut est créé à Baroda le 1er septembre 1927. Il faisait partie initialement de la bibliothèque centrale, mais fut ensuite déplacé dans un bâtiment séparé près du palace de Laxmi Vilas.

## Collections
L'institut de Baroda est surtout connu pour son édition critique en sept volumes du Ramayana, publiée entre 1951 et 1975, financée par l'University Grants Commission (UGC) dans le cadre de son projet de 25 ans. Ce texte sera le matériau de base pour la série télévisée de Ramanand Sagar, Ramayan, dans les années 1987-1988.
Un des plus anciens exemplaires conservés est l'Ayodhya Mahatmya, écrit par Harishankar en 1656, qui fait partie des 10 000 manuscrits du Maharaja Sayajirao Gaekwad III] qui imagina en premier l'institut en 1983, en s'inspirant de la création de celui de Mysore en 1891 par Chamaraja Wodeyar qui était un de ses amis proches.

## Activités récentes
Des transcriptions en devanāgarī sont faites, lorsqu'il n'est pas possible de se procurer les manuscrits originaux. De telles transcriptions sont aussi réalisées et trouvables dans d'autres bibliothèques telles que les Manuscrits shivaïtes de Pondichéry, the Adyar Library and Research Centre (Madras), the Oriental Research Institute & Manuscripts Library (Trivandrum), the Government Oriental Manuscripts Library (Madras), the Saraswathi Mahal Library (Tanjavûr), the Sarasvati Bhavan (Varanasi).